# WASP-49b
WASP-49b ist ein etwa 554,5 Lichtjahre entfernter Exoplanet, der den Stern WASP-49 umkreist. Die Planetenmasse beträgt ca. 0,37 Jupitermassen, die Umlaufszeit um den Stern nur 2,8 Tage bei einer Entfernung von nur 0,0379 Astronomischen Einheiten (AE). Der Planetenradius beträgt ungefähr 1,11 Jupiterradien, die Exzentrizität 0,0. Bekanntgegeben wurde seine Entdeckung im Jahre 2012, wobei er mit der Transitmethode nachgewiesen wurde.